# يوليوس ميلر
يوليوس ميلر (بالإنجليزية: Julius Miller)‏ هو قاضي ومحامي وسياسي أمريكي، ولد في 12 يناير 1880، وتوفي في 3 فبراير 1955. حزبياً، نشط في الحزب الديمقراطي. وقد انتخب عضو مجلس ولاية نيويورك.